# Chiesa di San Gennaro (Napoli)
La chiesa di San Gennaro è una chiesa monumentale di Napoli; è sita nel parco della reggia di Capodimonte.

## Storia e descrizione
Dedicata alla gente che abitava nel parco, la sua costruzione fu ordinata da Carlo di Borbone, Re di Napoli, nel 1745 e venne elevata a parrocchia  della gente campareccia e dedita ai lavori mercenari nel 1776; il progetto venne affidato a Ferdinando Sanfelice, uno tra i più rilevanti architetti del XVIII secolo. 
Chiusa al culto fin dal 1969, è stata riaperta ai visitatori martedì 6 luglio 2021 con un nuovo decoro dell’architetto Santiago Calatrava, protagonista della mostra “Santiago Calatrava. Nella luce di Napoli”. La riapertura al culto è avvenuta il 19 novembre 2021 durante una cerimonia presieduta dall'arcivescovo Battaglia nella quale è stata benedetta la chiesa.
L'architetto diede all'edificio una facciata sobria con paraste doriche ed un interno alquanto luminoso, con un invaso ovale ornato da decorazioni sobrie e da quattro statue in nicchie, raffiguranti San Filippo, Santa Elisabetta, San Carlo Borromeo e Sant'Amelia (attualmente sono ancora presenti nell'edificio solo quelle di San Carlo e di Sant'Amelia). Sull'altare maggiore è posta una tela di Leonardo Olivieri, raffigurante San Gennaro in gloria.